# 萧副子
萧副子（?—?），晋朝东海郡兰陵县中都乡中都里人。
永嘉之乱，他祖父淮阴县令萧整、父亲济阴郡太守蕭鎋过江居住在晋陵郡武进县之东城里。北方人寓居江左，侨置本土，加以南名，于是萧副子家族为南兰陵兰陵人。萧副子官居州治中从事，其子萧道赐，其孙萧顺之。曾孙是南梁武帝萧衍。